# Jošt III. z Rožmberka
Jošt III. z Rožmberka (30. června 1488, Český Krumlov – 15. října 1539) byl český šlechtic z rodu Rožmberků, hejtman Prácheňského kraje a vladařem rožmberského domu. Byl otcem Viléma z Rožmberka a Petra Voka. Zúčastnil se tažení krále Ferdinanda I. Habsburského proti Turkům. Je autorem knihy Knížky o štěpování.

## Rodina
Narodil se v Českém Krumlově jako syn Voka II. z Rožmberka a jeho manželky Markéty z Gutštejna.
Byl dvakrát ženatý. Poprvé se oženil až v téměř jednačtyřiceti letech, neboť v tu dobu byl z pěti synů Voka II. jediným, který mohl rodu přinést dědice – nejstarší bratr Jan III. byl jako převor Řádu Maltézských rytířů vázán celibátem, druhý bratr Jindřich VI. zemřel v sedmi letech, mladší bratr Petr V., řečený Kulhavý se neoženil kvůli fyzické vadě a nejmladší Jindřich VII. zemřel pravděpodobně na rakovinu varlat. První manželkou Jošta III. z Rožmberka byla Vendelína Bohunka ze Starhembergu. S ní měl Jošt dceru Annu (26. 1. 1530–16. 12. 1580) později provdanou za Jáchyma z Hradce, který zastával úřad nejvyššího kancléře Českého království (druhá osoba v království po císaři). Bohunka ze Starhembergeru zemřela následující den po porodu dcery Anny. Dne 17. července 1530 se v Augsburgu Jošt oženil znovu a vzal si Annu z Rogendorfu, s níž měl postupně sedm dětí, z nichž nejmladší Petr Vok se narodil pouhé dva týdny před otcovou smrtí.
- 1. Ferdinand (27. dubna 1531 – 27. prosince 1531)
- 2. Alžběta (28./30. října 1532 – 5. února 1576)
- 3. Oldřich (10. února 1534 – 21. února 1535)
- 4. Vilém (10. března 1535 – 31. srpna 1592, Praha), nejvyšší purkrabí Českého království 1570–1592, nejvyšší komorník Českého království 1560–1570,
⚭ 1557 Kateřina Brunšvická (28. května 1534 – 10. května 1559, Karlovy Vary)
⚭ 1561 Žofie Braniborská z Hohenzollernu (14. prosince 1541, Berlín – 27. června 1564, Český Krumlov)
⚭ 1578 Anna Marie Bádenská (22. května 1562 – 25. dubna 1583, Třeboň)
⚭ 1587 Polyxena z Pernštejna (1566 – 24. května 1642, Praha)
- 5. Bohunka (17. března 1536 – 16. listopadu 1557, Horšovský Týn), manž. 1556 Jan mladší Popel z Lobkovic (8. listopadu 1510 – 12. dubna 1570, Praha), nejvyšší purkrabí Českého království 1554–1570, nejvyšší komorník Českého království 1549–1554
- 6. Eva (12. dubna 1537, Český Krumlov – srpen 1591, Mantova),
⚭ 1564 Mikuláš Šubič Zrinský (1507/08 – 7. září 1566, Szigetvár), chorvatský a uherský vojevůdce, padl v boji proti Turkům
⚭ 1578 Paolo de Gassoldo
- 7. Petr Vok (1. října 1539 – 6. listopadu 1611), poslední členem svého rodu, manž. 1580 Kateřina z Ludanic (1565 – 22. června 1601, Český Krumlov), jejich manželství zůstalo bezdětné, smrtí Kateřiny vymřel po přeslici i rod pánů z Ludanic